# 翔べ!工業高校マーチングバンド部〜泣き虫先生が僕らに教えてくれたこと〜
『翔べ!工業高校マーチングバンド部〜泣き虫先生が僕らに教えてくれたこと〜』（とべこうぎょうこうこうマーチングバンドぶ なきむしせんせいがぼくらにおしえてくれたこと）は、2020年4月4日の15:00 - 16:55（JST）に、中京テレビで放送された単発テレビドラマ。監督は堤幸彦、主演は佐藤二朗。

## 概要
中京テレビ開局50周年記念ドラマして地元愛知県小牧市にある小牧工業高校のマーチングバンド部の誕生秘話をベースとしたオリジナルドラマ。同ドラマに出演しているお笑いコンビスピードワゴンの井戸田潤は同校機械科出身である。
監督の堤幸彦は名古屋市千種区出身、主演の佐藤二朗は愛知県東郷町出身など、その他のキャストやスタッフも愛知県にゆかりのある人物が大勢参加している。
佐藤二朗演じる武田役のモデルとなった実際の顧問の澤田直樹氏(自動車科教諭)やマーチングバンド部の現役部員もドラマ出演している。
本来放送日は2019年12月7日の予定であったが、11月27日に番組公式ホームページにおいて急遽放送無期延期が発表された。その後、2020年3月19日には放送日が4月4日に決定したことが発表された。延期に至った理由については公式な発表はされていない。

## あらすじ
愛知県小牧市にある東工業高校に赴任してきた教師の武田尚幸は吹奏楽部の顧問となる。吹奏楽部の部員は3年生の鵜飼たったひとりだけ。武田と鵜飼は部員集めに奔走するが、入部をしたのは2年生がたった4人。しかも楽器経験者はゼロ。文化祭での演奏を目標に試行錯誤で練習をする日々。ある日トランペットを吹く小嶋を見かけた武田は部に勧誘するが断られる。
文化祭の日。そこで披露したのはマーチング要素を取り入れた一風変わった演奏だった。途中アクシデントで中断してしまうが、武田の機転により、見学していた小嶋を参加させることで演奏を続けることが出来た。文化祭後、部員が増えたが小嶋の姿はその中にはなかった。受験を控えて引退した鵜飼に変わり部長に指名されたのは人見知りの翔太だった。そして吹奏楽部は新たにマーチングバンド部へと生まれ変わる。
ある演奏イベントで翔太はミスを犯し、けが人も出してしまう。後日その事に対するPTAのクレームにより部は存続の窮地に立たされるが、あいち航空ミュージアムのオープニングイベント出場団体に選ばれることを条件に活動は認められ、部員たちは一丸となりマーチングバンド部の存在をアピールしていく。次第に評判となった部は無事にイベントへの参加が認められる。よりレベルの高い演奏を目指そうと、小嶋に入部してもらえるよう部員全員で説得を試みる。熱い思いに心を打たれついに入部を果たす。小嶋の指導のもと一所懸命練習に励む部員たち。イベント前日、翔太は武田に吹奏楽部を立て直した理由を聞きその答えに涙を流す。そしてイベント成功を誓うのだった。
いよいよ迎えたイベント当日…

## キャスト
- 武田尚幸 - 佐藤二朗
- 池田翔太 - 泉澤祐希
- 小嶋杏梨 - 河村花
- 工藤航樹 - 田村杏太郎
- 鵜飼俊郎 - 小平大智
- 後藤太一 - 浅野晃龍
- 小西宇宙 - 吉田憲祐
- 翔太の祖父 - 西川右近
- 翔太の母 - 伊藤みづめ
- 学校のOB - 井戸田潤（スピードワゴン）
- 校長先生 - 多田木亮佑
- 池田澄人 - 甲本雅裕

## スタッフ
- 監督 - 堤幸彦（オフィスクレッシェンド）
- 脚本 - 中内こもる
- 音楽 - きだしゅんすけ
- 企画 - 池田京平（中京テレビ）、鈴木菜摘（中京テレビ）
- プロデューサー - 池田京平、瀬古隆司（中京テレビ）、杉原奈実（オフィスクレッシェンド）、江口和久
- 撮影協力 - 小牧市、愛知県フィルムコミッション協議会、愛知県立小牧工業高等学校(2021年4月1日より愛知県立小牧工科高等学校に校名変更)、学校法人尾関学園誉高等学校、あいち航空ミュージアム、エアポートウォーク名古屋
- 制作 - オフィスクレッシェンド
- 製作著作 - 中京テレビ